# Jüri Jaanson
Jüri Jaanson est un rameur estonien né le 14 octobre 1965 à Tartu (RSS d'Estonie).

## Biographie
Jüri Jaanson participe à la finale du skiff aux championnats du monde à Copenhague en 1987, puis aux Jeux olympiques d'été de 1988 à Séoul sous les couleurs de l'Union soviétique et se classe à la huitième place. Quatre ans plus tard, il termine cinquième de la même épreuve aux Jeux de Barcelone, cette fois-ci sous les couleurs estoniennes. Lors des Jeux olympiques d'été de 1996 à Atlanta, il se classe dix-huitième, et sixième aux Jeux de 2000 à Sydney. Il obtient sa première médaille olympique aux Jeux olympiques d'été de 2004 à Athènes en obtenant une deuxième place en skiff. Jaanson concourt aux Jeux olympiques d'été de 2008 à Pékin à l'épreuve de deux de couple et décroche une nouvelle médaille d'argent avec son coéquipier Tõnu Endrekson.
Il est par ailleurs cinq fois médaillés aux championnats du monde dont une fois d'or en 1990
En 2011, il reçoit la Médaille Thomas-Keller.